# دونالد تي. فرانك
دونالد تي. فرانك هو محامي وقاضي وسياسي أمريكي، ولد في 16 أغسطس 1921، وتوفي في 25 سبتمبر 2013. انتخب عضو مجلس نواب مينيسوتا ‏.